# Dipoena pallisteri
Dipoena pallisteri är en spindelart som beskrevs av Claude Lévi 1963. Dipoena pallisteri ingår i släktet Dipoena och familjen klotspindlar.
Artens utbredningsområde är Peru. Inga underarter finns listade i Catalogue of Life.